# 地蔵寺 (岐阜市)
地蔵寺（じぞうじ）は岐阜県岐阜市木挽町にある薬師如来を本尊とする臨済宗妙心寺派の寺院で、山号は教圓山。美濃新四国6番札所。
月江理清禅尼の発願により、盤珪永琢を開山として竹屋町にあった庚申堂を移したのが濫觴である。享保19年（1734年）に美江寺町の天台宗観昌院塔頭の瑞応院を譲り受けて寺号を現在のものに改めている。行事として8月24日に船体地蔵祭、庚申の日には庚申待が行われる。